# ბ
ბ (bani) – druga litera alfabetu gruzińskiego. Jest wykorzystywana do zapisu głoski [b], czyli spółgłoski zwartej dwuwargowej dźwięcznej. Odpowiednik polskiej litery B. W systemie Unikod ta litera oznaczona jest jako U+10D1

Litera ბ w trzech gruzińskich pismach
Asomtavruli
Nuskhuri
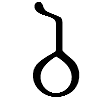
Mkhedruli

## Przykłady
| Słowo     | Transliteracja | Tłumaczenie              |
| --------- | -------------- | ------------------------ |
| თბილისი   | tbilisi        | Tbilisi (stolica gruzji) |
| მადლობა   | madloba        | dziękuję                 |
| მე ბოდიში | me bodiszi     | przykro mi               |